# Nonnweiler
Nonnweiler ist die nördlichste Gemeinde des Saarlandes und liegt rund 30 km südöstlich von Trier und ca. 45 km nördlich von Saarbrücken an der BAB 1. Ihr gehören die Ortschaften Bierfeld, Braunshausen (mit Mariahütte), Kastel, Nonnweiler, Otzenhausen, Primstal, Schwarzenbach und Sitzerath an. Nonnweiler ist ein Heilklimatischer Kurort.

## Geographie
Das Gemeindegebiet wird von der Prims durchflossen, die auf den Gemarkungen Nonnweiler und Otzenhausen zur Primstalsperre aufgestaut ist. Im Norden wird auch der Schwarzwälder Hochwald, ein Teil des Hunsrücks, tangiert. Nonnweiler ist Nationalparkgemeinde im Nationalpark Hunsrück-Hochwald.

## Geschichte
Der erste schriftliche Hinweis auf Nonnweiler befindet sich auf dem im Besitz der Pfarreiengemeinschaft befindlichen „Hubertushorn“ und datiert auf 1182. Der sich in Form der 1516 erstmals erwähnten Hubertusbruderschaft manifestierende Hubertuskult ging einher mit der Entwicklung von Nonnweiler zum Wallfahrtsort. Wallfahrer waren die durch den Hubertusschlüssel von der „Hundswuth“ Geheilten. Die Hubertusbruderschaft wurde 1759 durch eine Ablassbulle des Papstes beurkundet. 1828 wurde die Anwendung des Hubertusschlüssels sowie die Wallfahrt nach Nonnweiler vom bischöflichen Generalvikariat verboten.
1897 wurde Nonnweiler durch eine Bahnstrecke mit Lebach verbunden.
In der Zeit von 1900 bis 1902 wurde die Kirche St. Hubertus (Hochwalddom) erbaut. 1984 wurde diese durch einen Brand schwer beschädigt. Vermutlich bildete sich durch Funkenflug bei Schweißarbeiten ein unentdecktes Glutnest, dass sich entzündete. Bei dem Brand stürzte das Turmdach vom Turm, die Glocken fielen im Turm zu Boden und der Dachstuhl brannte aus. Das Gewölbe hielt unbeschädigt stand. Aus dem Amt Nonnweiler entstand am 1. Januar 1974 die Gemeinde Nonnweiler mit den Orten Bierfeld, Braunshausen, Kastel, Otzenhausen, Primstal, Schwarzenbach und Sitzerath. Mit dem Bau der A1, Teilabschnitt Primstal-Reinsfeld, im Jahr 1973 und der Übergabe am 20. Oktober 1975 erhielt die Gemeinde Anschluss an das Netz der Bundesautobahnen. Am 4. Januar 1981 erfolgte die Übergabe des Teilabschnittes der A62 Otzenhausen-Türkismühle.
Mit dem Autobahnbau wurde auch mit dem Bau der Primstalsperre begonnen, der 1982 abgeschlossen war. Durch den Autobahnbau entstandener Abraum wurde für den Damm verwendet. Im Jahr 1982/83 wurde eine Betriebswasserleitung von der Primstalsperre bis zur Blies nach Gronig verlegt, um immer genügend Kühlwasser für das Kraftwerk Bexbach vorzuhalten. Die Leitung ist 18,5 km lang, hat einen Durchmesser von 1000 mm und kommt gänzlich ohne Pumpwerke aus, da der Einlaufpunkt höher liegt als der Auslaufpunkt. Heute werden von der Talsperre mehrere Gemeinden mit Trinkwasser versorgt.

## Politik

### Gemeinderat
Die Gemeinderatswahl am 9. Juni 2024 brachte folgendes Ergebnis:
| Partei       | Stimmen | Stimmenanteil | Sitze    |
| ------------ | ------- | ------------- | -------- |
| CDU          | 2169    | 42,4 %        | 12       |
| SPD          | 1711    | 33,5 %        | 10 (− 4) |
| AfD          | 499     | 9,8 %         | 2 (+ 2)  |
| Freie Wähler | 417     | 8,2 %         | 2 (+ 2)  |
| Die Grünen   | 222     | 4,3 %         | 1        |
| FDP          | 95      | 1,9 %         | 0        |

### Bürgermeister
- 1974–1984: Edmund Becker (Nonnweiler), CDU
- 1984–1989: Egon Meyer (Otzenhausen), SPD
- 1989–2003: Dieter Keller (Schwarzenbach), SPD
- 2003–2011: Hans-Uwe Schneider (Otzenhausen), CDU
- seit dem 1. Oktober 2011: Franz-Josef Barth (Braunshausen), parteilos/SPD-unterstützt

Die ersten drei Bürgermeister wurden durch den Gemeinderat gewählt, die nachfolgenden dann per Personenwahl durch die Bürger.

### Wappen
Das Wappen der Gemeinde Nonnweiler wurde am 12. Dezember 1958 dem damaligen Amt Nonnweiler, durch den Minister des Innern der saarländischen Regierung, verliehen.
Beschreibung:
Schildhaupt gespalten, vorne in Rot eine Zange mit der goldenen Gießpfanne gekreuzt, hinten in Schwarz drei goldene Ähren, unten in Gold auf einem schwarzen Dreiberg rechtshin schreitender roter Hirsch.
Begründung:
In der Darstellung verkörpert das Wappen die drei Haupterwerbszweige der Bevölkerung der Gemeindeteile des Amtsbezirks Nonnweiler der Vergangenheit und Gegenwart, seine wirtschaftlich-geologische Struktur als Hochwaldgebiet:
Gießereizange und -pfanne verweisen auf 300 Jahre Eisenverarbeitende Industrie (Eisenschmelze und Eisenhämmer) des Hochwaldes hin. Die Ähren sollen auf den Landwirtschaftlichen Anteil der Ortsteile hinweisen. Der Hirsch soll auf den Waldreichtum, die Hochwildjagd sowie auf den Hubertuskult hindeuten. Der Dreiberg symbolisiert die höchsten Erhebungen der Gemeinde: Dollberg (695 m, Otzenhausen), Peterberg (584 m, Braunshausen) und Benkelberg (565 m, Sitzerath). Die Berge haben auch im Wappen unterschiedliche Höhen.

## Wirtschaft und Infrastruktur
Einer der größten Hersteller für Tiefkühlpizzen in Europa, die Nestlé Wagner GmbH, hat in Nonnweiler ihren Sitz und beschäftigt dort ca. 1800 Mitarbeiter (Stand 2018). Der Rüstungshersteller Diehl Defence betreibt in Nonnweiler die beiden Werke „Maasberg“ (Ortsteil Bierfeld) und „Mariahütte“ (Ortsteil Braunshausen). Daneben ist der Kurbetrieb ein wichtiger Wirtschaftszweig im Ort.

### Verkehr
Die Gemeinde ist über die Bundesautobahnen 1 (Heiligenhafen – Saarbrücken) und die 62 (Nonnweiler – Pirmasens) an das überregionale Straßennetz angebunden. Die BAB 1 bedient innerhalb der Gemeinde vier Anschlussstellen: Nonnweiler-Bierfeld (135), Nonnweiler-Otzenhausen (136), Nonnweiler-Braunshausen (137) und Nonnweiler-Primstal (138) und hat mit der Lösterbachtalbrücke die höchste Brücke (100 Meter) im Verlauf der BAB 1. Das Autobahndreieck Nonnweiler verbindet die BAB 1 und BAB 62. Die „Eichenlaubstraße“ läuft durch mehrere Ortsteile der Gemeinde.
Die mittlerweile demontierte Hochwaldbahn verlief durch das Gemeindegebiet Nonnweiler. Es gab Bahnhöfe in den Ortsteilen Bierfeld, Nonnweiler, Otzenhausen und Schwarzenbach. An der im Bahnhof Nonnweiler abzweigenden Primstalbahn gab es zudem die Haltepunkte in Mariahütte, Kastel und Primstal. Es ist geplant einen Lückenschluss zwischen Hermeskeil und der Nahetalbahn (Türkismühle) zu etablieren. Eine Interessensgemeinschaft favorisierte eine Lösung mit Eisenbahn und Radweg, da die Strecke zwischen Nonnweiler und Türkismühle ursprünglich zweigleisig war und man beide Lösungen parallel betreiben könne.
Das Ultraleichtfluggelände Schwarzenbach-Bostalsee liegt etwa 4,5 km südöstlich des Zentrums.

### Einwohnerentwicklung
| Ortsteil / Jahr | 2022 | 2021 | 2020 | 2019 | 2018  | 2017  | 2016  | 1982 | 1973 |
| --------------- | ---- | ---- | ---- | ---- | ----- | ----- | ----- | ---- | ---- |
| Bierfeld        | 495  | 503  | 504  | 500  | k. A. | k. A. | k. A. | 571  | 540  |
| Braunshausen    | 699  | 714  | 714  | 740  | k. A. | k. A. | k. A. | 741  | 732  |
| Kastel          | 1112 | 1123 | 1111 | 1129 | k. A. | k. A. | k. A. | 1304 | 1195 |
| Nonnweiler      | 1057 | 1040 | 1061 | 1072 | k. A. | k. A. | k. A. | 979  | 849  |
| Otzenhausen     | 1688 | 1666 | 1617 | 1601 | k. A. | k. A. | k. A. | 1385 | 1330 |
| Primstal        | 2027 | 2047 | 2049 | 2078 | k. A. | k. A. | k. A. | 2349 | 2289 |
| Schwarzenbach   | 700  | 705  | 705  | 695  | k. A. | k. A. | k. A. | 745  | -    |
| Sitzerath       | 704  | 703  | 694  | 712  | k. A. | k. A. | k. A. | 901  | 867  |
| gesamt          | 8482 | 8501 | 8455 | 8477 | 8590  | 8641  | 8724  | 8975 | 8896 |

Ergänzung: Bis zum 31. Dezember 1973 gehörten Buweiler-Rathen, Kostenbach zum Amt Nonnweiler, sie fallen mit der Gebietsreform am 1. Januar 1974 an den Landkreis Merzig-Wadern, Schwarzenbach aus der Gemeinde Nohfelden wird der Gemeinde Nonnweiler zugeschlagen. In den Angaben Braunshausen sind die Einwohner von Mariahütte zugeschlagen, da Mariahütte ein Ortsteil von Braunshausen war.
Diagramm:
| Nonnweiler: Einwohnerzahlen von 1973 bis 2022 | Nonnweiler: Einwohnerzahlen von 1973 bis 2022 | Nonnweiler: Einwohnerzahlen von 1973 bis 2022 | Nonnweiler: Einwohnerzahlen von 1973 bis 2022 | Nonnweiler: Einwohnerzahlen von 1973 bis 2022 |
| --------------------------------------------- | --------------------------------------------- | --------------------------------------------- | --------------------------------------------- | --------------------------------------------- |
| Jahr                                          |                                               |                                               |                                               | Einwohner                                     |
| 1973                                          | 1973                                          |                                               | 8.896                                         | 8.896                                         |
| 1982                                          | 1982                                          |                                               | 8.975                                         | 8.975                                         |
| 2016                                          | 2016                                          |                                               | 8.724                                         | 8.724                                         |
| 2017                                          | 2017                                          |                                               | 8.641                                         | 8.641                                         |
| 2018                                          | 2018                                          |                                               | 8.590                                         | 8.590                                         |
| 2019                                          | 2019                                          |                                               | 8.477                                         | 8.477                                         |
| 2020                                          | 2020                                          |                                               | 8.455                                         | 8.455                                         |
| 2021                                          | 2021                                          |                                               | 8.501                                         | 8.501                                         |
| 2022                                          | 2022                                          |                                               | 8.482                                         | 8.482                                         |
|                                               |                                               |                                               |                                               |                                               |

## Freizeit
Im Ortsteil Braunshausen befindet sich das Freizeitzentrum Peterberg. Im Sommer kann die mit 1,8 Kilometern längste südwestdeutsche Sommerrodelbahn sowie andere Freizeiteinrichtungen wie ein benachbartes Rutschenparadies oder ein Bungee-Trampolin genutzt werden. Seit Sommer 2017 rundet ein Druiden-Spielplatz das Angebot für Kinder ab.
Der unrentable Wintersportbetrieb wurde im Jahr 2013 eingestellt.

## Religion

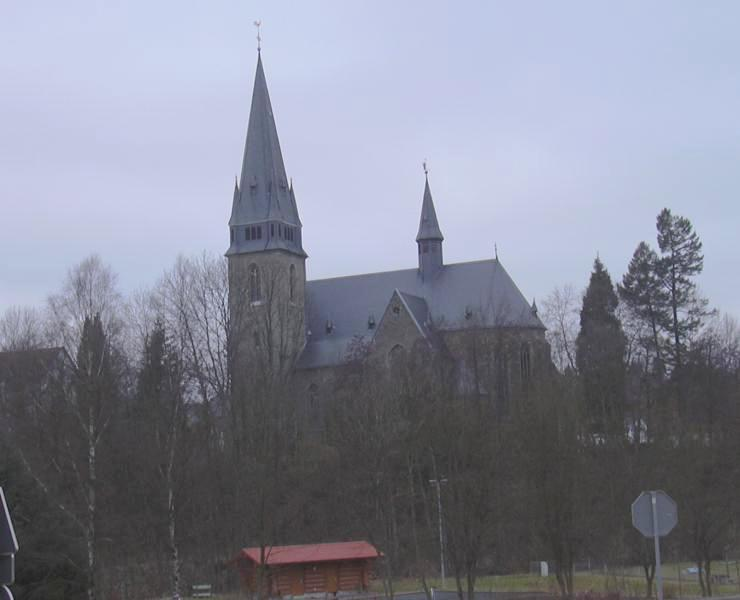
Hochwalddom in Nonnweiler

Im Ortsteil Mariahütte steht eine evangelische Kirche, 1956 erbaut nach Plänen von Baurat Heinrich Otto Vogel. In jedem anderen Ortsteil gibt es eine römisch-katholische Kirche, wobei nur noch die in Primstal und Nonnweiler Pfarrkirchen sind.
In Schwarzenbach wird die Kirche sowohl von Katholiken als auch Protestanten genutzt. Hier werden noch heute die alten Zugehörigkeiten sichtbar, da die Bewohner des Unterdorfs zu der protestantischen Herrschaft Eberswald gehörten, während das Oberdorf überwiegend von Untertanen des Erzstiftes Trier bewohnt wurde und die Einwohner daher katholisch blieben.

## Kultur und Sehenswürdigkeiten
Nonnweiler liegt am Saarland-Rundwanderweg und ist Etappenziel des Saar-Hunsrück-Steigs. Ein Teil des Gemeindegebiets gehört auch zum Nationalpark Hunsrück-Hochwald.

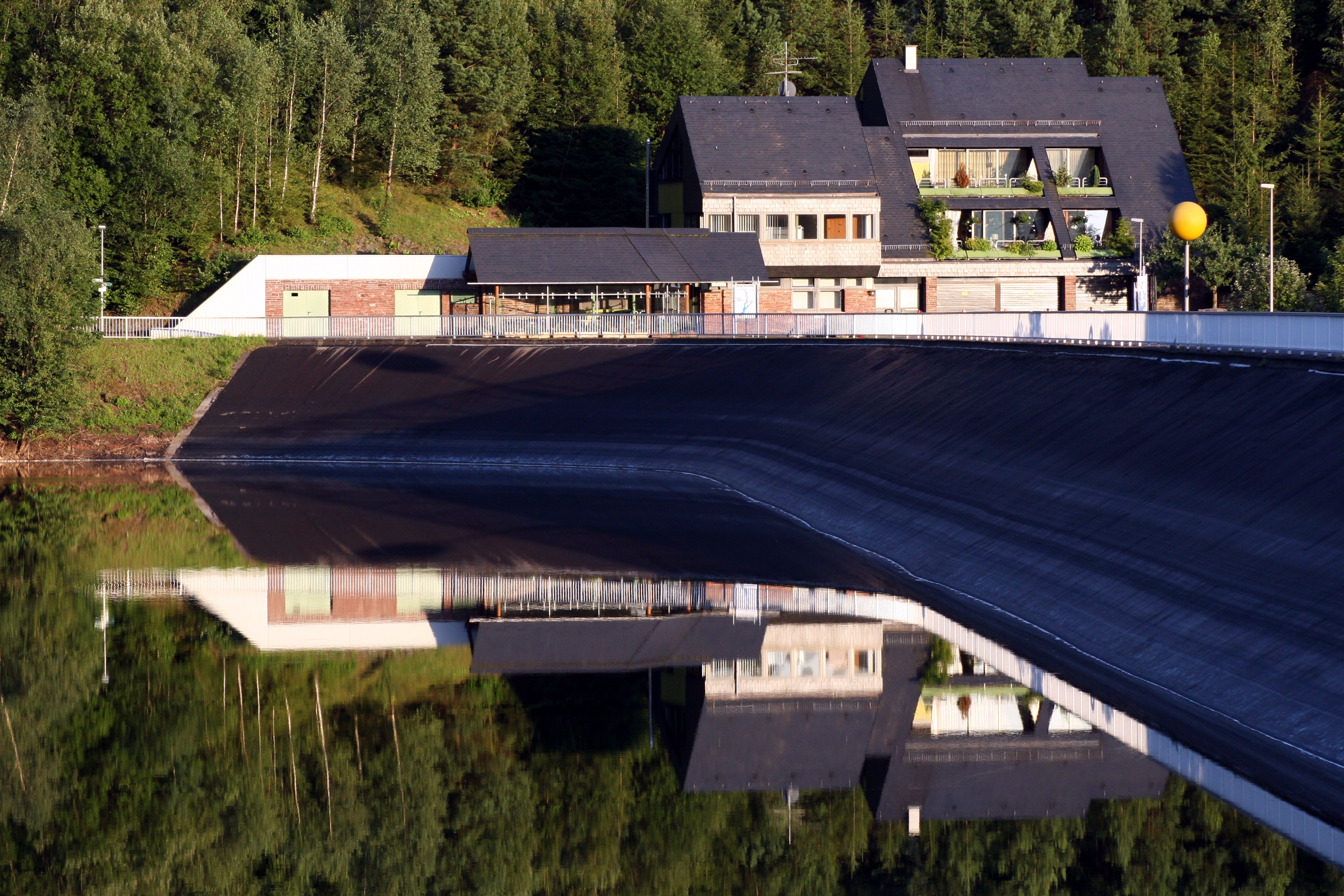
Talsperre Nonnweiler

### Museen
- An der Primstalsperre im Ortsteil Nonnweiler gibt es einen Planetenwanderweg.

### Bauwerke
- Ringwall von Otzenhausen im gleichnamigen Ortsteil, eine keltische Befestigungsanlage.
- Hochwald-Dom St. Hubertus mit herausragendem Hochaltar
- Stausee-/Damm (Primstalsperre) Nonnweiler, 20 Mio. m³ Wasserdargebot mit Rundwanderweg 12 km
- Historische Nagelschmiede in Sitzerath
- Katholische Kirche Primstal
- Nonnweiler-Viadukt der Hochwaldbahn

## Persönlichkeiten

### Söhne und Töchter der Gemeinde
- Carl Isambert (1839–1899), geboren in Mariahütte, Ingenieur
- Martin Weiler (1923–1993), Heimatforscher, Lokalpolitiker und Träger des Bundesverdienstkreuzes
- Gerd Fuchs (1932–2016), Schriftsteller
- Sabine Hark (* 1962), Soziologin

### Ehrenbürger
- Reinhold Weiler (1907–1995), Braunshausen, Schreinermeister, Unternehmer und Gründer der R. Weiler Küchenmöbelfabrik GmbH (1977)[19]
- Alois Kasper, Primstal, Unternehmer und Gründer der Alois Kasper Aufzugfabrik (1983)[20]
- Karl Diehl, Nürnberg, Unternehmer und Gründer der Firma Diehl, heute Diehl Defence (1985)
- Ernst Wagner (1929–1999), Braunshausen, Unternehmer und Gründer der Wagner Tiefkühlprodukte GmbH, heute Nestlé Wagner, Träger des Bundesverdienstkreuzes (1994)
- Egon Meier, Otzenhausen, ehemaliger Bürgermeister der Gemeinde (1995)[21]
- Eheleute Anette (geb. Wagner[22]) und Gottfried Hares, Braunshausen, Unternehmer und Geschäftsführer der Wagner Tiefkühlprodukte GmbH (2014)[23]
- Arno Krause, Gründer der Europäischen Akademie Otzenhausen (2017)[24]

### Sonstige
- Jürgen Gräßer (1940–2010), Rennfahrer, Kaufmann und Bauunternehmer.
- David Steines (* 1989), Musicaldarsteller, Schauspieler und Komponist. Absolvent der Stage School of Music Dance & Drama.
- Jonas Reiter (* 1996), Politiker (CDU), Ortsvorsteher von Primstal, Mitglied des Gemeinderates von Nonnweiler und Abgeordneter im Landtag des Saarlandes